# Ruriko Asaoka
Ruriko Asaoka (浅丘 ルリ子, Asaoka Ruriko), née le 2 juillet 1940 à Xinjing (Mandchoukouo), aujourd'hui Changchun (Chine), est une actrice japonaise.

## Biographie

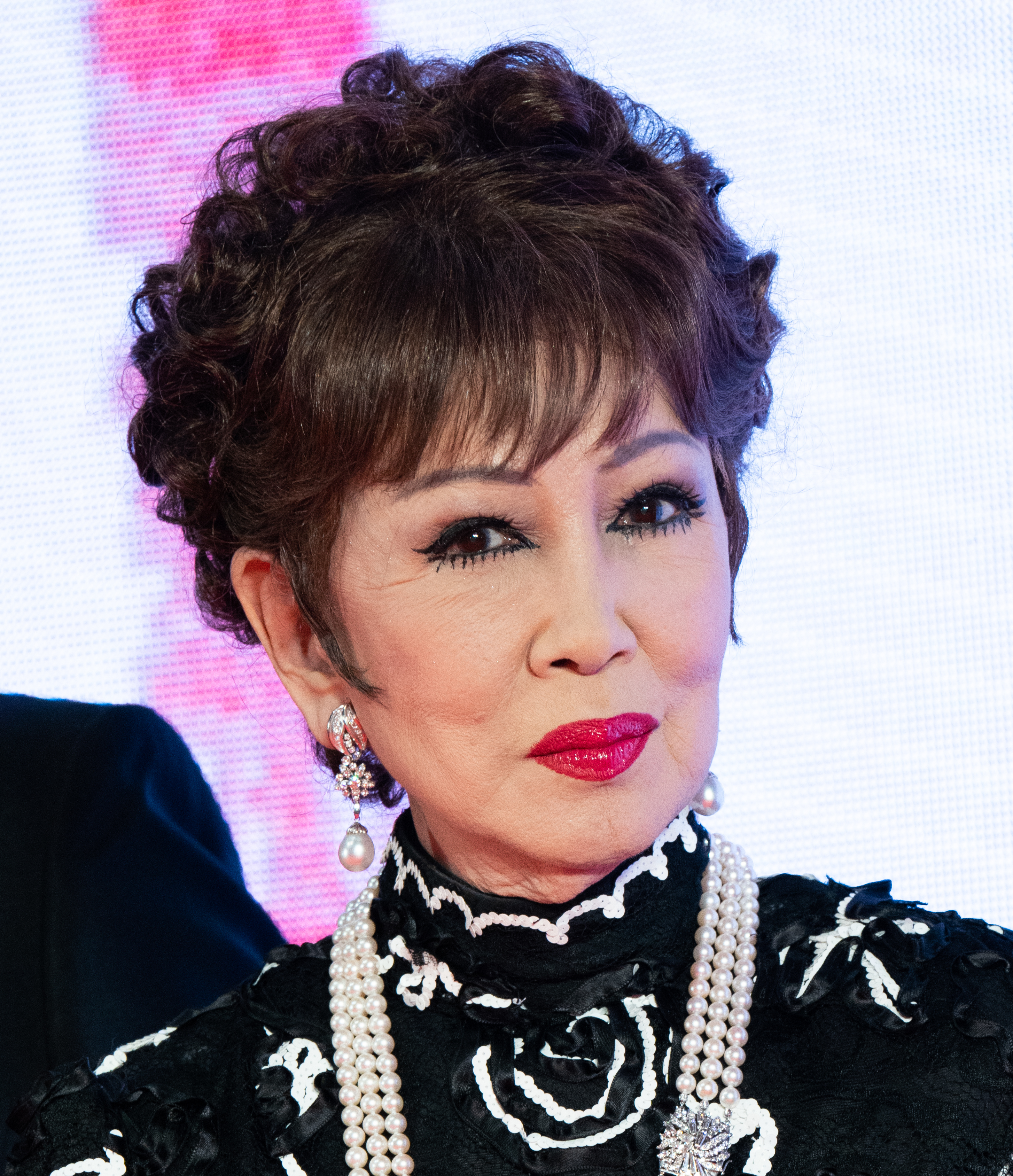
Ruriko Asaoka en 2019.

Ruriko Asaoka a tourné dans près de 160 films entre 1955 et 2011.

## Filmographie partielle

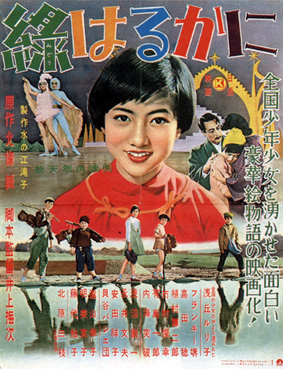
Affiche de Midori haruka ni (1955).

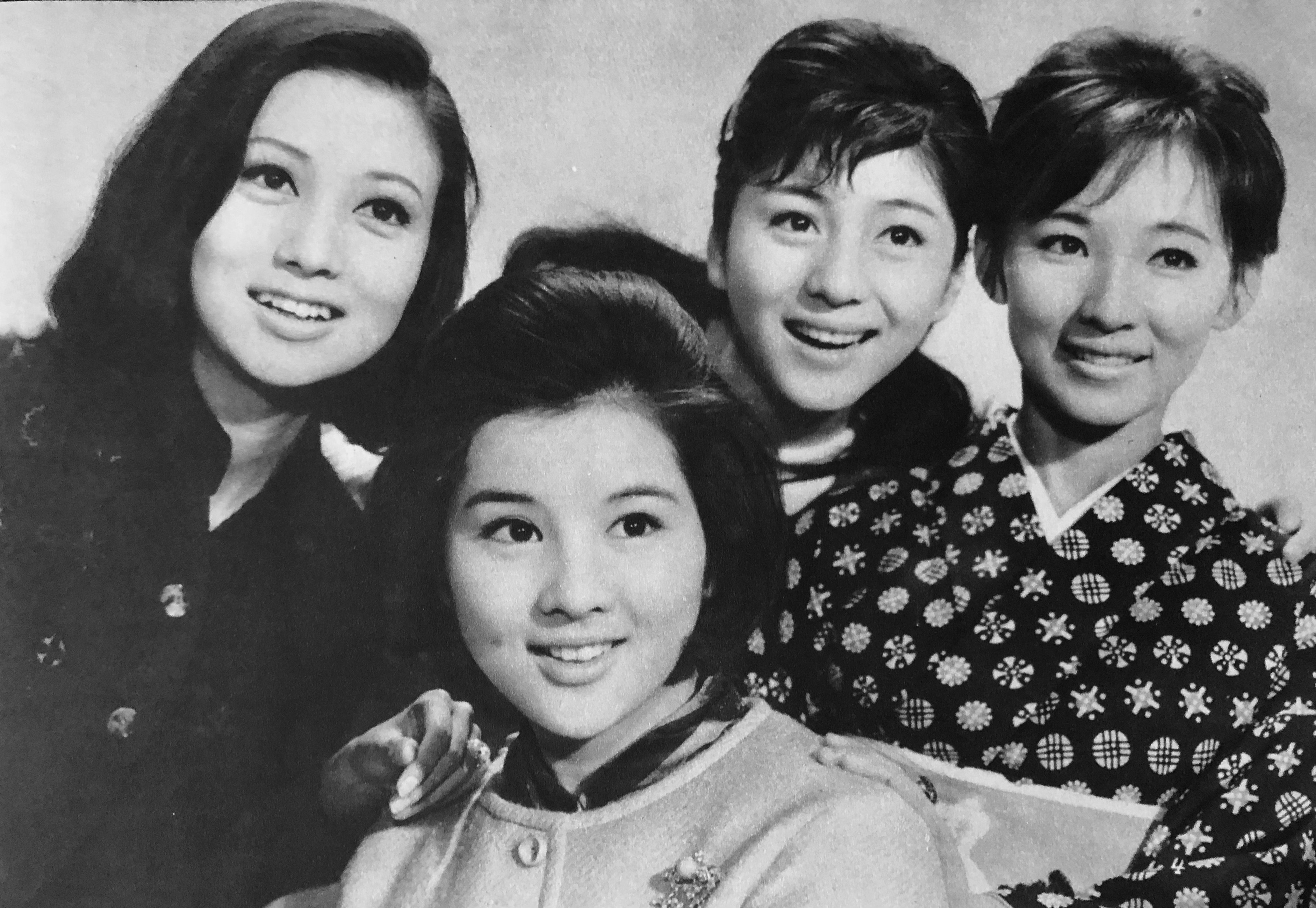
Ruriko Asaoka, Sayuri Yoshinaga, Masako Izumi et Izumi Ashikawa dans Wakakusa monogatari (1964).

### Cinéma
- 1955 : Midori haruka ni (緑はるかに?) d'Umetsugu Inoue
- 1955 : Ginza (銀座二十四帖, Ginza nijūyonchō?) de Yūzō Kawashima
- 1956 : Uramachi no otenba musume (裏町のお転婆娘?) d'Umetsugu Inoue
- 1956 : Akachan tokkyū (赤ちゃん特急?) de Katsumi Nishikawa
- 1956 : Akatsuki no tōbō (暁の逃亡?) d'Isamu Kosugi
- 1956 : Ai wa furu hoshi no kanata ni (愛は降る星のかなたに?) de Buichi Saitō
- 1957 : Otemba san'nin shimai: Odoru taiyō (お転婆三人姉妹 踊る太陽?) d'Umetsugu Inoue
- 1957 : Hangyakusha (反逆者?) de Takumi Furukawa
- 1957 : Eien ni kotaezu (永遠に答えず?) de Katsumi Nishikawa
- 1957 : La Vie d'aujourd'hui (今日のいのち, Kyō no inochi?) de Tomotaka Tasaka
- 1957 : Jūnana-sai no teikō (十七才の抵抗?) d'Umetsugu Inoue
- 1957 : Washi to taka (鷲と鷹?) d'Umetsugu Inoue
- 1958 : Yoru no kiba (夜の牙?) d'Umetsugu Inoue
- 1958 : Eien ni kotaezu: Kanketsu-hen (永遠に答えず 完結篇?) de Katsumi Nishikawa
- 1958 : Fūfu hyakkei (夫婦百景?) d'Umetsugu Inoue
- 1962 : Yume ga ippai abarenbō (夢がいっぱい暴れん坊?) d'Akinori Matsuo
- 1962 : Les Apprentis faux-monnayeurs (危いことなら銭になる, Yabai koto nara zeni ni naru?) de Kō Nakahira
- 1963 : Seul sur l'océan Pacifique (太平洋ひとりぼっち, Taiheiyō hitori-botchi?) de Kon Ichikawa : Hanako
- 1964 : Le Mouchoir rouge (赤いハンカチ, Akai hankachi?) de Toshio Masuda
- 1964 : Wakakusa monogatari (若草物語?) de Kenjirō Morinaga
- 1965 : Histoire écrite sur l’eau (水で書かれた物語, Mizu de kakareta monogatari?) de Yoshishige Yoshida
- 1966 : Asia-Pol (アジア秘密警察, Ajia himitsu keisatsu?) d'Akinori Matsuo
- 1967 : Kurenai no nagareboshi (紅の流れ星?) de Toshio Masuda
- 1969 : Goyokin, l'or du shogun (御用金, Goyōkin?) de Hideo Gosha : Oriha
- 1969 : Safari 5000 (栄光への5000キロ, Eiko e no 5,000 kiro?) de Koreyoshi Kurahara : Yuko Sakaki
- 1970 : L'Embuscade (待ち伏せ, Machibuse?) de Hiroshi Inagaki : Okuni
- 1971 : Pourquoi ? (愛ふただび, Ai futatabi?) de Kon Ichikawa : Miya
- 1971 : Aveux, Théorie, Actrices (告白的女優論, Kokuhakuteki joyūron?) de Yoshishige Yoshida : Aki Kaido
- 1972 : Kage gari (影狩り?) de Toshio Masuda
- 1973 : C'est dur d'être un homme : Élégie du vagabondage (男はつらいよ 寅次郎忘れな草, Otoko wa tsurai yo: Torajirō wasurenagusa?) de Yōji Yamada : Lily
- 1975 : C'est dur d'être un homme : Un parapluie pour deux (男はつらいよ 寅次郎相合い傘, Otoko wa tsurai yo: Torajirō aiaigasa?) de Yōji Yamada : Lily
- 1980 : C'est dur d'être un homme : Okinawa mon amour (男はつらいよ 寅次郎ハイビスカスの花, Otoko wa tsurai yo: Torajirō haibisukasu no hana?) : Lily
- 1986 : Le Palais des fêtes (鹿鳴館, Rokumeikan?) de Kon Ichikawa : la comtesse Asako
- 1994 : Les 47 Rōnin (四十七人の刺客, Shijūshichinin no shikaku?) de Kon Ichikawa : Riku
- 1995 : C'est dur d'être un homme : Tora-san à la rescousse (男はつらいよ 寅次郎紅の花, Otoko wa tsurai yo: Torajirō kurenai no hana?) de Yōji Yamada : Lily
- 1997 : C'est dur d'être un homme : Retour à Okinawa (男はつらいよ 寅次郎ハイビスカスの花 特別篇, Otoko wa tsurai yo: Torajirō haibisukasu no hana tokubetsuhen?) de Yōji Yamada : Lily
- 2019 : C'est dur d'être un homme : Tora-san pour toujours (男はつらいよ お帰り 寅さん, Otoko wa tsurai yo: Okaeri Tora-san?) de Yōji Yamada : Lily

### Télévision
- 1968 : Ryōma ga yuku (竜馬がゆく?) (série TV)

## Distinctions
Sauf indication contraire, les informations mentionnées dans cette section peuvent être confirmées par la base de données cinématographiques IMDb,  présente dans la section « Liens externes ».

### Décorations
- 2002 : récipiendaire de la Médaille au ruban pourpre
- 2011 : récipiendaire de l'ordre du Soleil levant de quatrième classe

### Récompenses
- 1976 : prix Blue Ribbon de la meilleure actrice pour C'est dur d'être un homme : Un parapluie pour deux[2]
- 1976 : prix Kinema Junpō de la meilleure actrice pour C'est dur d'être un homme : Un parapluie pour deux[3]
- 1976 : prix Mainichi de la meilleure actrice pour C'est dur d'être un homme : Un parapluie pour deux[4]
- 1996 : prix Kinuyo Tanaka[5],[6]
- 1996 : Nikkan Sports Film Award de la meilleure actrice pour C'est dur d'être un homme : Tora-san à la rescousse[7]

### Nomination
- 1987 : prix de la meilleure actrice pour Le Palais des fêtes aux Japan Academy Prize[8]